# Biserica de lemn din Păunești

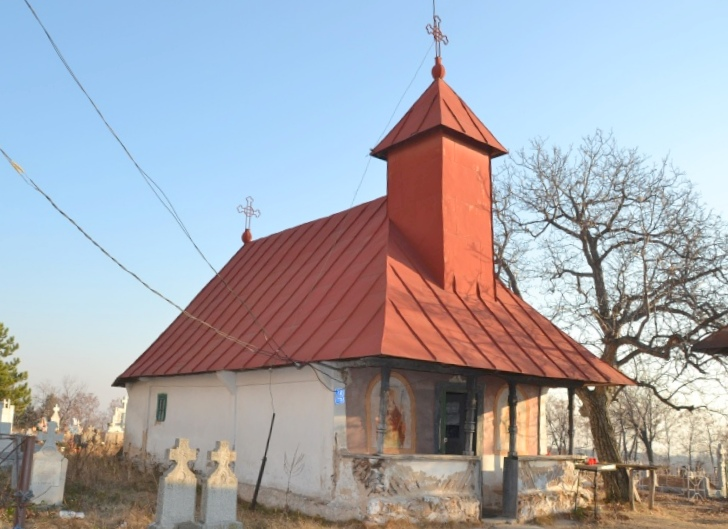
Biserica de lemn „Sfântul Mare Mucenic Dimitrie” din Păunești, comuna Godeanu, județul Mehedinți.

Biserica de lemn din Păunești, comuna Godeanu, județul Mehedinți, a fost construită în secolul XIX (1838). Are hramul „Sfântul Mare Mucenic Dimitrie”. Biserica se află pe lista monumentelor istorice sub codul LMI:  MH-II-m-B-10374.

## Istoric și trăsături
Satul Păunești este un sat vechi, menționat documentar pentru prima dată în anul 1510. 
Biserica de lemn are hramul „Sfântul Dimitrie”, zi în care a fost și sfințită. A fost ridicată în anul 1838 și reparată radical în anul 1884.
Aceste date rezultă și dintr-o însemnare pe o Evanghelie veche, scrisă de Barbu M.Păunescu, cântăreț practicant: „Această biserică este făcută de moșii noștri Mareș-Balta, Dumitru, Ilie Păunescu, Nicola, Ion, Lazăr, Dumitru-Gheorghicești, Zaharia cu fiii și frații lui, Mihai cu frații lui-Săvești, făcută de înși în anul 1838 și s-a durat până în anul 1884 și atunci s-a pus în lucru de reparare ca de nouă și atunci s-a zugrăvit tot din nou cum se vede și s-a sfințit în anul 1887, oct.26 de Protoereu Ștefan Călărășanu și preotul Ion de la Schitul Topolniței, Ion Pârvulescu com.Bâlvănești, Grigore din com.Godeanu, Gh.C ..., Gh.Durak din Tr.Severin și alții”.
Biserica este filie a parohiei Godeanu, are formă de navă, cu turlă din lemn deasupra pridvorului îngust. Temelia este din piatră cu mortar de var, iar pereții din bârne de stejar. A fost acoperită cu șiță până în anul 1943, iar apoi cu tablă galvanizată. Pridvorul îngust, cu lățimea maximă de 50 de cm, se sprijină pe patru stâlpi din lemn, sculptați simplu.
Clopotnița este în fața bisericii, cam de aceeași înălțime cu aceasta. Clopotul vechi a fost luat de germani în timpul primului război mondial, actualul clopot fiind adus de la Viena, după anul 1916, cu ajutorul celor inscripționați pe el: dr.Ispas Păunescu, Ianăși Armulescu, Armulescu Nicolae, Stana Păunescu și alții.
Catapeteasma este zidită până în tavanul semirotund. Icoanele împărătești înfățișează Arhanghelul Mihail în partea stângă, Maica Domnului și Iisus Hristos, de o parte și de alta a ușilor împărătești, și icoana de hram, Sfântul Mare Mucenic Dimitrie, în partea dreaptă.